# Ferdinando Orlandi
Pour les articles homonymes, voir Orlandi.
Ferdinando Orlandi (né le 7 octobre 1774 à Parme, alors dans le duché de Parme, et mort le 5 janvier 1848 dans la même ville) est un compositeur italien d'opéras du XIXe siècle.

## Biographie
Ferdinando Orlandi (Orland, Orlando) naît le 7 octobre 1774 à Parme.
Après avoir appris les rudiments de la musique dans sa ville natale avec l'organiste Gaspare Rugarli, puis avec Gaspare Ghiretti et le compositeur Ferdinando Paër, il se rend à Naples pour étudier au conservatoire de la Pietà dei Turchini sous la direction de Nicola Sala et Giacomo Tritto. Il retourne à Parme en 1800 pour faire partie de la chapelle ducale, où il écrit son premier opéra, La pupilla scozzese,.
Plus tard on le retrouve professeur de chant à Milan (1806-1822), à Munich (1822-1823) et à Stuttgart (1823-1828). Au cours de cette longue période d'enseignement, il compose 25 opéras. Retourné à Parme, il est nommé maître de la chapelle ducale en 1834, poste qu'il occupe jusqu'à sa mort le 5 janvier 1848.

## Sélection d'œuvres
Ferdinando Orlandi a composé de la musique religieuse, de la musique de chambre, des cantates et 25 opéras, dont, :
- La pupilla scozzese (livret de Lorenzo da Ponte, 1801, Parme) ;
- L'avoro ou L'avaro (livret de Giovanni Bertati, 1801, Bologne) ;
- Il podestà di Chioggia (livret de Angelo Anelli, 1801, Milan) ;
- Il fiore ossia Il matrimonio per svenimento (livret de Giuseppe Foppa, 1803, Venise) ;
- Le nozze chimeriche (livret de A. Locrence, 1804, Milan) ;
- I raggiri amorosi (1806, Milan) ;
- La donna (dama) soldato (livret de Caterino Mazzolà, 1808, Milan) ;
- Il cicisbeo burlato (livret de Angelo Anelli, 1812, Milan) ;
- Il quid pro quo (livret de Giuseppe (ou Gaetano) Rossi, 1812, Milan) ;
- Rodrigo di Valenza (livret de Felice Romani), (1820, Turin) ;
- Fedra (livret de L. Romanelli, 1820, Padoue).

## Source
- (it) Cet article est partiellement ou en totalité issu de l’article de Wikipédia en italien intitulé « Ferdinando Orlandi » (voir la liste des auteurs).